# Marie Hammarström
Ingegerd Marie Hammarström, född 29 mars 1982 i Glanshammars församling, Örebro län, är en svensk före detta fotbollsspelare (mittfältare/anfallare). Hon är tvillingsyster till målvakten Kristin Hammarström. Gift med Andreas Liljeson.

## Fotbollskarriär
Marie Hammarström spelade i KIF Örebro DFF 2005-2012. Till säsongen 2013 har Marie Hammarström bytt klubb till Kopparbergs Göteborg FC. 
I VM 2011 deltog Hammarström i tre matcher och gjorde det avgörande 2-1-målet, tillika hennes första landslagsmål, för Sverige i bronsmatchen mot Frankrike. I OS 2012 i England spelade Marie Hammarström samtliga 4 matcher från start och gjorde även 1-0 målet i matchen mot Kanada. Marie startade samtliga matcher i EM på hemmaplan 2013 och gjorde ett mål i kvartsfinalen mot Island.
Hon vann Championsleague-titel med Umeå IK 2004, guld i Svenska cupen med KIF Örebro 2010, guld i Supercupen med Kopparberg Göteborg FC 2013, SM-guld inomhus 2002, 2006 och 2007 med KIF Örebro, VM-brons 2011 samt EM-brons 2013.
I november 2013 meddelade Hammarström via Svenska Fotbollförbundets hemsida att hon valt att lägga skorna på hyllan och avsluta sin aktiva karriär. Hon spelade sina två sista aktiva år fotboll på heltid och efter beslutet att sluta så gick hon tillbaka till sin tjänst som idrotts- och biologilärare på gymnasieskolan Thoren Business School i Örebro.
Sammanlagt spelade Marie Hammarström 43 A-landskamper och gjorde 5 mål. Noterbart är att hon gjorde mål i samtliga mästerskap hon deltog i, VM, OS och EM.

## Övrigt
Marie Hammarström har fått pris för årets idrottsprestation på Örebrogalan 2011 samt tilldelades Nerikes Allehandas Guldklocka för 2011. Marie Hammarström var tjänstledig från sitt gymnasielärarjobb som idrott - och biologilärare på Thoren Business School i Örebro. under sina två sista år som fotbollsspelare men har nu återgått i tjänst efter karriären